# Jean Hénault
Jean Hénault, född 25 november 1898, död 14 november 1983, var en friidrottare från Belgien. Han deltog vid olympiska sommarspelen 1920 och olympiska sommarspelen 1924.